# Transporthubschrauber

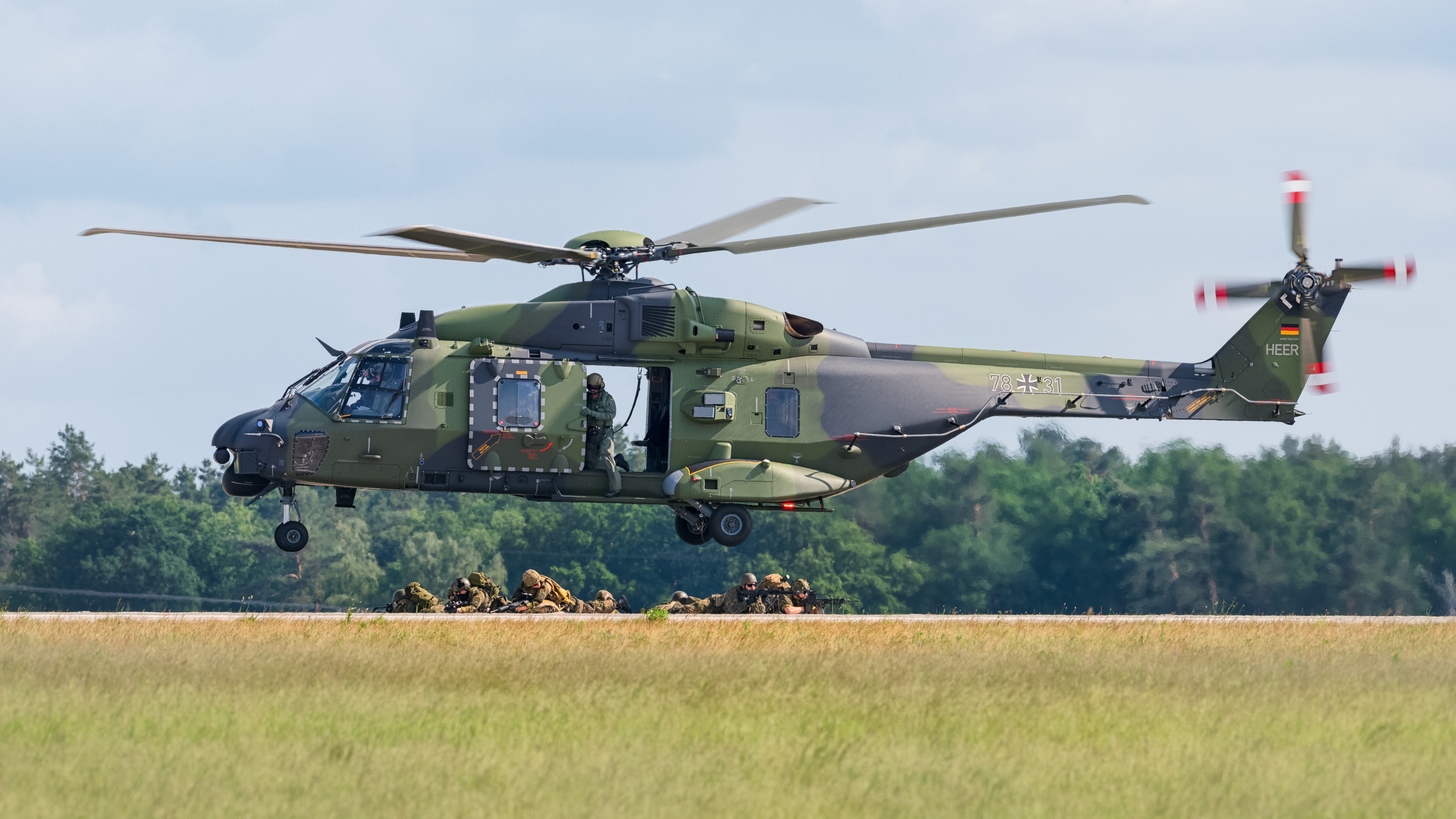
NH90 des deutschen Heeres

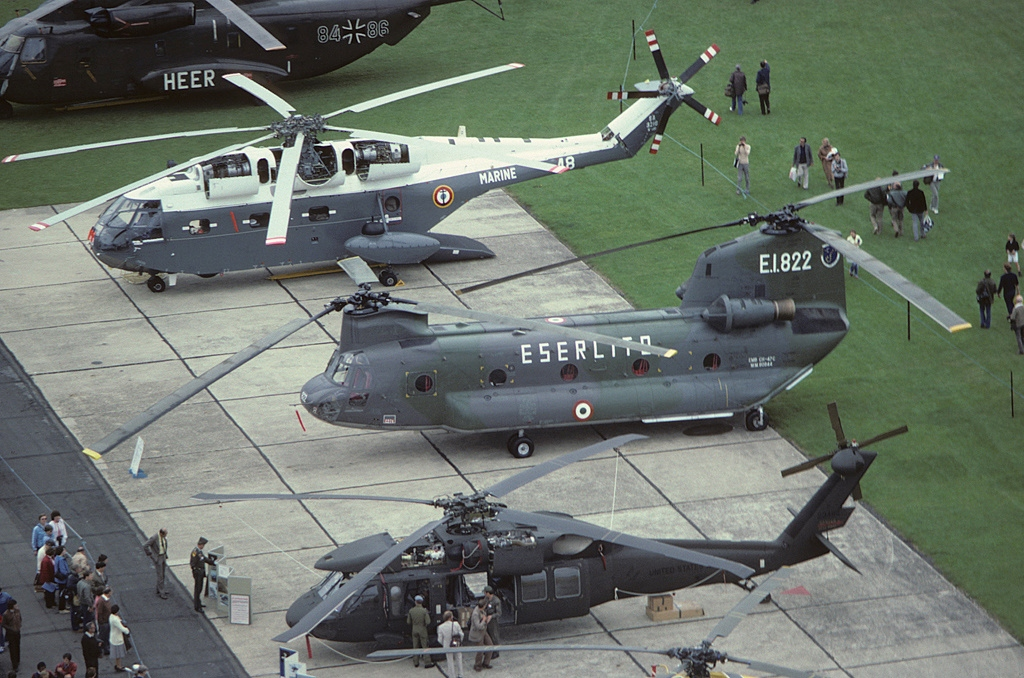
Militärische Transporthubschrauber des Jahres 1982. Von oben nach unten:
Eine Sikorsky CH-53 Sea Stallion der westdeutschen Heeresfliegertruppe;
Eine Sud-Aviation SA321 Super Frelon der Aéronavale; ein Boeing CH-47 Chinook der Aviazione dell’Esercito;
ein Sikorsky UH-60 Black Hawk der United States Air Force

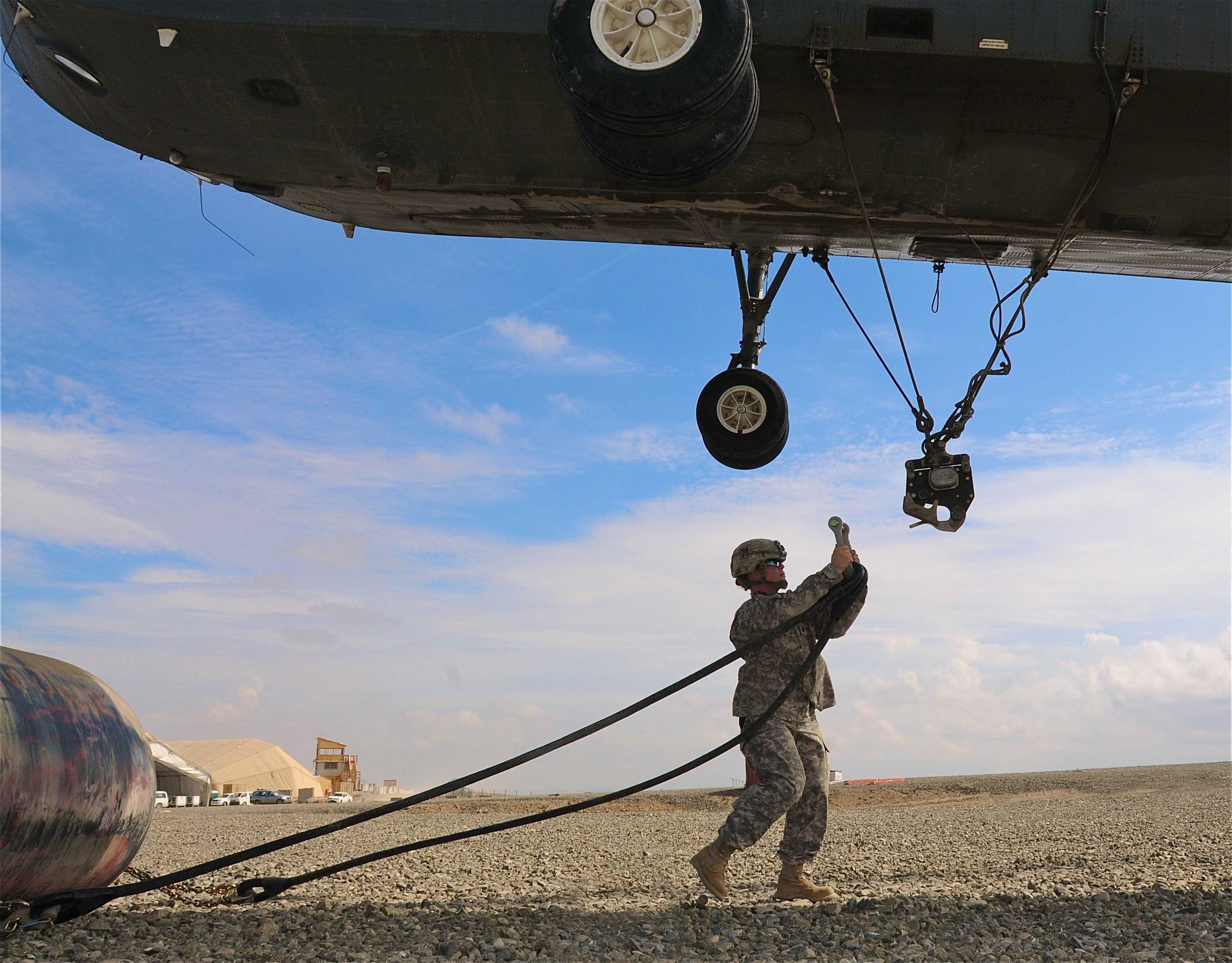
Einhängen einer Last

Der Begriff Transporthubschrauber wird vorwiegend im militärischen Bereich verwendet und bezeichnet dort in der Regel Militärhubschrauber, die für den Transport von Lasten (Material oder Truppen) geeignet sind. Da Hubschrauber im zivilen Bereich fast ausschließlich für den Personentransport verwendet werden, werden nur darüber hinausgehende Transportaufgaben in Sonderfällen (z. B. Rettungs- oder Schwerlasthubschrauber) als Unterscheidungsmerkmal benannt.
Weltrekorde bzgl. der mitgeführten Lasten werden von der Mil Mi-12 gehalten: 40 t Außenlast wurden auf etwa 2.000 m Höhe gehoben und 30 t auf etwa 3.000 m Höhe.

## Einteilung im militärischen Bereich
Die NATO definiert einen Transporthubschrauber als:

“a utility helicopter used primarily for the carriage of troops and/or equipment.”

„einen Mehrzweckhubschrauber, der primär für den Transport von Truppen und/oder Ausrüstung genutzt wird.“

Darüber hinaus gibt es keine verbindliche Definition für die Klassifizierung als Transporthubschrauber. Die NATO hat im Standardization Agreement (STANAG 2999) für Transporthubschrauber abhängig vom Höchstabfluggewicht (MTOW) die drei Gewichtsklassen Light (6–8 Tonnen), Medium (8–11 t) und Heavy (>11 t) festgelegt.
- Leichte Transporthubschrauber oder Kampfzonentransporter (englisch light transport helicopter, LTH / Air assault helicopter) sind oft mit leichter Bewaffnung zur Selbstverteidigung ausgerüstet und können ein begrenztes Truppenkontingent in der Kampfzone absetzen. Beispiele sind der Bell UH-1 und der EC 155.[3]
- Mittlere Transporthubschrauber (Medium transport helicopter, MTH) können militärische Einheiten etwa in Zuggröße oder leichte Fahrzeuge transportieren (im Innern oder als Außenlast). Beispiele sind der Chinook,[4] der Sikorsky S-65 CH-53, die Mil Mi-4 (u. a. von der NVA verwendet)[5] und der NH90.
- Schwere Transporthubschrauber (Heavy transport helicopter, HTH, Heavy lift helicopter) können bis zu 80 Soldaten oder leichte gepanzerte Fahrzeuge (z. B. Luftlandepanzer) transportieren. Beispiel: Mil Mi-6, Mil Mi-26.

Diese Einteilung ist unscharf; z. B. wird in der Bundeswehr der Sikorsky CH-53 (zwei Turbinen; 7,3 t Außenlast) als mittlerer Hubschrauber geführt; in der Version CH-53E (drei Turbinen; 16 t Außenlast) wird er bei der United States Army als schwerer Transporthubschrauber klassifiziert.

## Ziviler Einsatz

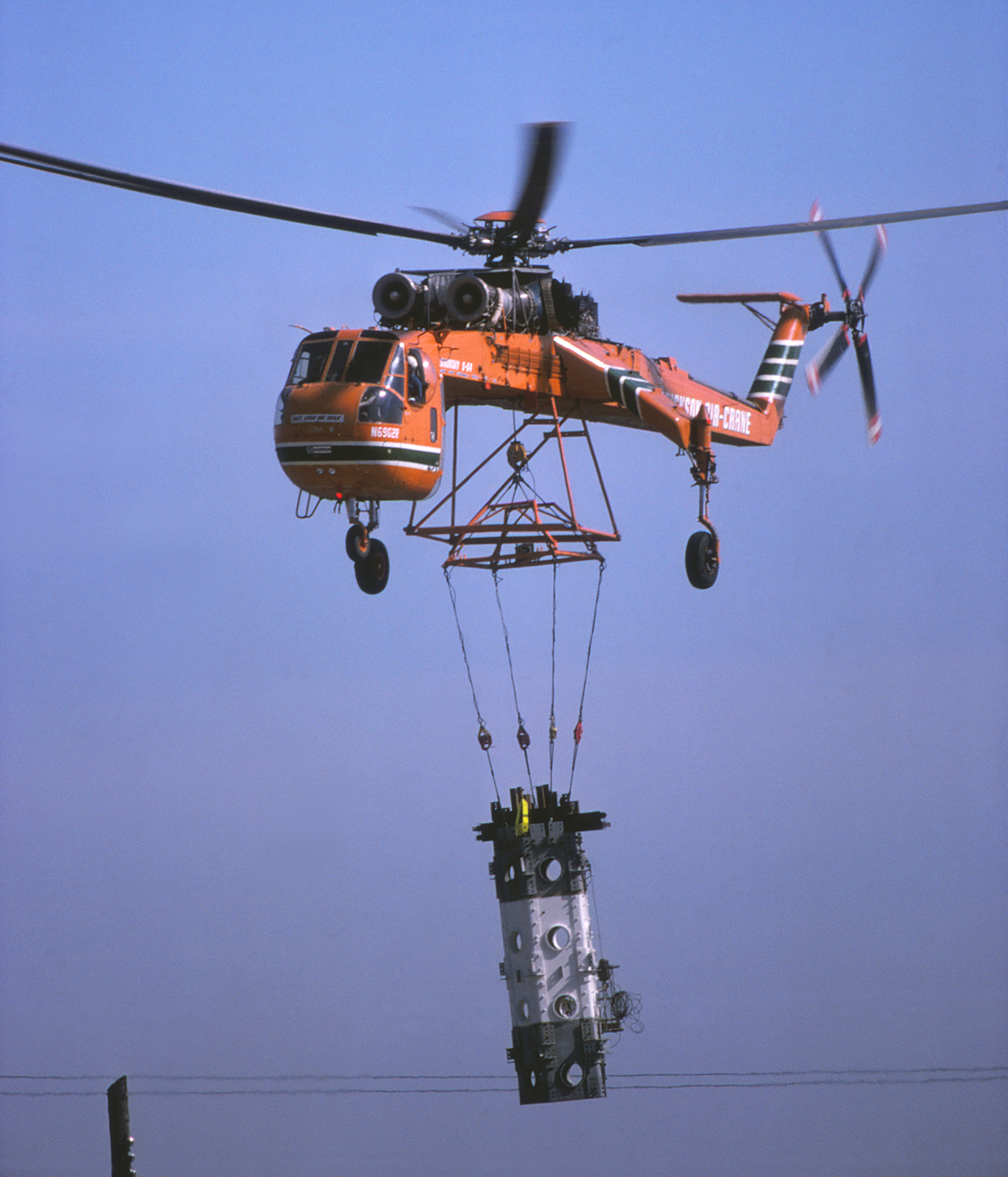
Lastenflug im März 1975 zur Errichtung des Antennenmastes am CN Tower in Toronto

Transporthubschrauber finden auch im zivilen Bereich ihren Einsatz. So verwendet man Hubschrauber bei der Installation von Zäunen und Fangnetzen von Steilhängen und unwegsamen Gebieten oder zum Abtransport von sperrigen Gütern, die auf dem langseitigen Weg nahezu unmöglich wären. Derartige Arbeiten werden auch als Heli-Logging bezeichnet.
Weiterhin werden Transporthubschrauber für Großraumtransporte verwendet oder bei Bauarbeiten. Insbesondere bei Reparatur- oder Instandhaltungsarbeiten von hohen Schornsteinen kommen Hubschrauber ebenso zum Einsatz wie bei Beton-Arbeiten an entlegenen Orten im Gebirge. Lastenflüge werden ebenso durchgeführt, wenn Antennen für Sendemasten oder Fernsehtürme errichtet oder ausgetauscht werden müssen. Trotz der höheren Betriebskosten von Hubschraubereinsätzen sparen für solche Spezialarbeiten der Einsatz von Hubschraubern in der Regel Aufwand und Kosten.